# Омар Косоко
Омар Косоко (на френски: Omar Kossoko) е френски футболист, нападател, който играе за Ал Арооба.